# St. Petersburg Open 2013
St. Petersburg Open 2013 byl tenisový turnaj pořádaný jako součást mužského okruhu ATP World Tour, který se hrál v halovém sportovním a koncertním komplexu na dvorcích s tvrdým povrchem. Konal se mezi 16. až 22. září 2013 v severoruském Petrohradu jako 19. ročník turnaje.
Turnaj s rozpočtem 455 775 dolarů patřil do kategorie ATP World Tour 250. Nejvýše nasazeným hráčem ve dvouhře byl italský tenista Fabio Fognini, který kvůli zranění chodidla z turnaje odstoupil.

## Dvouhra

### Nasazení hráčů
| Země       | Hráč              | ATP1) | Nasazení |
| ---------- | ----------------- | ----- | -------- |
| Itálie     | Fabio Fognini     | 17    | 1        |
| Rusko      | Michail Južnyj    | 20    | 2        |
| Srbsko     | Janko Tipsarević  | 23    | 3        |
| Rusko      | Dmitrij Tursunov  | 32    | 4        |
| Španělsko  | Fernando Verdasco | 33    | 5        |
| Lotyšsko   | Ernests Gulbis    | 36    | 6        |
| Česko      | Lukáš Rosol       | 46    | 7        |
| Uzbekistán | Denis Istomin     | 47    | 8        |

- 1) Žebříček ATP k 9. září 2013.

### Jiné formy účasti na turnaji
Následující hráči obdrželi divokou kartu do hlavní soutěže:
- Michail Elgin
- Aslan Karačev
- Karen Chachanov

Následující hráči postoupili z kvalifikace:
- Michail Birjukov
- Samuel Groth
- Dominic Inglot
- Konstantin Kravčuk

### Odhlášení
Před začátkem turnaje
- Alex Bogomolov
- Martin Kližan

Během turnaje
- Fabio Fognini (zranění pravého chodidla)

## Čtyřhra

### Nasazení párů
| Země      | Hráč              | Země      | Hráč              | ATP1) | Nasazení |
| --------- | ----------------- | --------- | ----------------- | ----- | -------- |
| Španělsko | David Marrero     | Španělsko | Fernando Verdasco | 41    | 1        |
| Bělorusko | Max Mirnyj        | Rumunsko  | Horia Tecău       | 56    | 2        |
| Itálie    | Daniele Bracciali | Česko     | Lukáš Dlouhý      | 82    | 3        |
| Česko     | František Čermák  | Slovensko | Filip Polášek     | 97    | 4        |

- 1) Žebříček ATP k 9. září 2013.

### Jiné formy účasti
Následující páry obdržely divokou kartu do hlavní soutěže:
- Victor Baluda /  Konstantin Kravčuk
- Michail Elgin /  Alexandr Kudrjavcev

Následující pár se dostal do hlavní soutěže jako náhradník:
- Dmitrij Marfinskyj /  Sergej Strelkov

### Odhlášení
Před začátkem turnaje
- Philipp Marx

Během turnaje
- Janko Tipsarević (zranění pravého zápěstí)

## Přehled finále

### Mužská dvouhra
- Ernests Gulbis vs.  Guillermo García-López, 3–6, 6–4, 6–0.

### Mužská čtyřhra
- David Marrero /  Fernando Verdasco vs.  Dominic Inglot /  Denis Istomin, 7–6(8–6), 6–3.